# Estação de Cergy-le-Haut
A estação de Cergy-le-Haut é uma estação ferroviária francesa, localizada no território da comuna de Cergy, no departamento de Val-d'Oise, na região de Île-de-France.
É uma estação da Société Nationale des Chemins de Fer Français (SNCF), servida por trens da linha A do RER e da linha L do Transilien.

## Situação ferroviária
Esta estação está localizada no ponto quilométrico 38,434 da linha da bifurcação de Neuville a Cergy-Préfecture. Sua altitude é de 102 m.

## História
Para servir a nova cidade de Cergy-Pontoise, uma linha ferroviária suburbana foi construída no início de 1980. A partir de 1985, os trens param nas estações de Cergy - Préfecture e Cergy - Saint-Christophe. Com vista ao alargamento da nova vila, existem planos posteriores para a construção de uma volta que prolonga a linha férrea até Vauréal.
O projeto inicial é abandonado, apenas uma terceira estação é finalmente mantida no novo bairro de Cergy-le-Haut. A obra na estação de Cergy-le-Haut começou em 1993 e a estação foi inaugurada em 1994. Está integrado num hub multimodal que inclui também a estação rodoviária, concluída em 1995, e cuja cobertura é uma construção metal-têxtil.
Construída com três pistas de plataforma quando foi inaugurada, tem reserva para uma quarta para depois absorver melhor o tráfego. Diante da crescente saturação desse terminal restrito, o trabalho foi finalmente lançado em 2017. A quarta via está operacional em agosto de 2019.
Em 2016, segundo estimativas da SNCF, a frequência anual na estação foi de 6 193 800 passageiros, tal como em 2015 e 2014.

## A estação
É uma estação de vidro com um relógio plano na frente de um edifício de escritórios. Dá acesso à Place des Trois Gares e ao centro de Cergy-le-Haut. As paredes do subsolo das plataformas são decoradas com placas de vitral azul/branco/vermelho que lembram várias cidades do mundo (Nova York, Angkor, Moscou, etc.) e portanto de viagens.
A linha continua por 650 m além de Cergy-le-Haut em direção a Courdimanche, para a garagem de trens.
A plataforma 3 e a via correspondente existem mas as obras, que deveriam estar concluídos no final de 2018, se prolongam.
A plataforma e a via 3 foram colocadas em serviço em 26 de agosto de 2019 após 9 meses de atraso. O primeiro trem a usar a notícia foi o transilien L das 9h37 para Paris Saint Lazare, em 26 de agosto de 2019.

## Serviço aos passageiros

### Ligação
Esta estação acolhe o terminal do ramal A3 da linha A do RER, bem como, durante a semana, os comboios do ramal norte da linha L do Transilien (letra de missão SNCF : U) en proveniência de e com destino a Paris-Saint-Lazare.
As duas plataformas disponíveis, com um comprimento útil de 250 m, são usadas para direcionar os trens para Boissy-Saint-Léger ou Marne-la-Vallée - Chessy ou Paris Saint-Lazare, dependendo das condições de operação.
A estação Cergy-le-Haut é servida por razão:
- de um trem a cada 20 minutos no sábado e domingo, a cada 11 a 12 minutos durante o horário de pico de segunda a sexta-feira e a cada 30 minutos todos os dias à noite, na linha A do RER;
- de um trem a cada 11 a 12 minutos nos horários de pico e a cada hora fora dos horários de pico, apenas nos dias de semana na linha L do Transilien.

Apenas o RER A atende a estação nos finais de semana e à noite. Os trens da linha L também o atendem, mas apenas durante a semana.
Desde 10 de dezembro de 2017, a estação de Cergy-le-Haut é menos servida com um trem da linha A a cada 11 a 12 minutos em vez de 10 anteriormente.

### Futuro
O plano diretor do RER A prevê o reforço da função de terminal no território de Courdimanche.
Em 2014, a Réseau Ferré de France (atual SNCF Réseau) foi responsável por este projeto, cujo impacto ambiental é contestado pela associação "Les Hérissons de Courdimanche".
Eventualmente, Cergy-le-Haut será renomeada Hauts-de-Cergy.

### Intermodalidade
A estação é servida por:
- linhas 2 e 14 da rede de ônibus Poissy - Les Mureaux;
- linhas 34, 35, 36, 39, 40 e 45 da rede de ônibus da Société de transports interurbains du Val-d'Oise;
- linhas 95.22, 95.23, 95.48 e 95.50 da rede de ônibus Busval d'Oise;
- linhas N150 e N152 do serviço de ônibus noturno Noctilien.